# Манукян, Мхитар Размикович
Мхита́р Ра́змикович Манукя́н (арм. Մխիթար Մանուկյան; род. 20 сентября 1973, Ленинакан) — армянский и казахстанский борец греко-римского стиля, тренер, двукратный чемпион Азии (1997, 1999), двукратный чемпион мира (1998, 1999), призёр Олимпийских игр (2004). Мастер спорта Армении международного класса (1995). Заслуженный мастер спорта Казахстана (1998). Награждён медалью «За трудовое отличие» (2004).

## Биография
Родился 20 сентября 1973 года в Ленинакане. Начал заниматься греко-римской борьбой в возрасте десяти лет под руководством Юрия Карапетяна. Во время Спитакского землетрясения потерял обоих родителей и сестру. По его словам, пережить эту трагедию ему помогло занятие борьбой. В 1990 и 1991 годах становился чемпионом мира среди юношей. С 1993 по 1996 год входил в состав национальной сборной Армении, был призёром чемпионата мира (1995) и Европы (1996), участником Олимпийских игр в Атланте (1996).
В 1997 году по приглашению главного тренера сборной Казахстана Даулета Турлыханова переехал в Алма-Ату и продолжил выступать под флагом Казахстана. В том же году Мхитар Манукян выиграл чемпионат Азии, а в 1998 и 1999 году становился чемпионом мира. В 1999 году Международной федерацией объединённых стилей борьбы признавался лучшим борцом года. Был одним из главных фаворитов на Олимпийских играх в Сиднее, но ещё на предварительном этапе этих соревнований неожиданно проиграл кубинскому борцу Хуану Марену и занял лишь седьмое место. В дальнейшем из-за травмы шейного позвонка длительное время не участвовал в соревнованиях, а потом не мог выйти на свой прежний уровень. С трудом отобравшись на Олимпийские игры в Афинах, он смог завоевать бронзовую медаль этих соревнований.
В 2005 году завершил свою спортивную карьеру. В дальнейшем работал помощником главного тренера сборной Казахстана по греко-римской борьбе, занимался тренерской деятельностью в ФСО «Динамо». В июне 2015 года переехал в США. 